# Cântar nutrițional
Un cântar nutrițional este un instrument de cântărire care afișează informații nutriționale precise pentru alimente sau lichide. Majoritatea cântarelor calculează caloriile, carbohidrații și grăsimile, cântarele mai sofisticate putând calcula chiar și alți nutrienți ca de exemplu vitamina K, potasiu, magneziu și sodiu.
Cântarele folosesc adesea informații furnizate de USDA (Departamentul de Agricultură al Statelor Unite) despre alimente pentru a asigura acuratețea datelor. Aceste produse sunt folosite în principal ca o unealtă de gestionare a greutății, dar pot fi folosite și de oamenii diabetici și/sau hipertensivi.